# Don't Walk Away (Four Tops)
Don't Walk Away is een nummer van de Amerikaanse soulband Four Tops uit 1981. Het is de tweede en laatste single van hun album Tonight!.
Het vrolijke en dansbare nummer flopte in Amerika, maar werd wel een grote hit in het Verenigd Koninkrijk, Duitsland en het Nederlandse taalgebied. In de Nederlandse Top 40 bereikte het de 3e positie, en in de Vlaamse Radio 2 Top 30 de 6e.